# شرکت آب و فاضلاب استان اصفهان
سازمان آب و فاضلاب اصفهان به استناد ماده 84 قانون شهرداری ها در سال 1344 تاسیس شد و اساسنامه آن در تاریخ 26/12/1344 پس از تصویب استاندار وقت و تاییدیه وزارت کشور در تاریخ 29/12/1344 به مورد اجرا گذاشته شد و در سال ۱۳۴5 عملیات لوله گذاری و نصب انشعاب در دو بخش آب و فاضلاب را آغاز کرد.
به دنبال مصوبه مجلس شورای اسلامی در ۱۱ دیماه ۱۳۶۹ مبنی بر تشکیل شرکت های آب و فاضلاب در سراسر کشور ، " سازمان آب و فاضلاب استان اصفهان " به " شرکت آب و فاضلاب استان اصفهان " تغییر نام داد و کار تأسیس ادارات آب و فاضلاب در شهرهای تابعه استان را آغاز نمود.
در سال های پایانی دهه 1390 هیئت دولت تصمیم گرفت به منظور سرعت بخشیدن به آبرسانی روستاها و استفاده بهتر از همه امکانات موجود از جمله منابع انسانی ، ظرفیت های تخصصی و منابع مالی شرکت های آب و فاضلاب شهری و روستایی را یکپارچه کند. این بار نیز استان اصفهان به عنوان نمونه انتخاب شد تا این طرح را برای نخستین بار در کشور به سرانجام رساند و در سال 1398 طرح یکپارچگی آبفاهای شهری و روستایی اصفهان عملیاتی شد و 100 شهر و 960 روستا تحت پوشش خدمات رسانی شرکت آب و فاضلاب استان اصفهان قرار گرفتند.1

## تصفیه خانه‌های آب و فاضلاب
- تصفیه خانه آب صفهان
- تصفیه خانه آب گلپایگان
- تصفیه خانه آب خوانسار
- از جمله طرح های مهم در بخش فاضلاب می توان به احداث 26 تصفيه خانه فاضلاب ، 2 تصفيه خانه فاضلاب روستايي ، 2 پكيج تصفيه خانه فاضلاب و 6 تصفيه خانه در حال ساخت اشاره كرد كه اهم فعالیت های صورت گرفته در بخش فاضلاب شامل: احداث تصفیه خانه فاضلاب شمال اصفهان به عنوان بزرگترین تصفیه خانه فاضلاب كشور به روش لجن فعال متعارف و دومرحله ای A-B و با دبی ورودی پایان طرح 250000 مترمكعب در روز ، طرح توسعه تصفیه خانه فاضلاب جنوب اصفهان با دبی ورودی پایان طرح 145000 مترمكعب در شبانه روز با جمعیت پایان طرح 800000 نفر تصفیه خانه شرق اصفهان با ظرفیت 500000 نفر ، تصفیه خانه فاضلاب سپاهان شهر به ظرفیت 60000 نفر ، تصفیه خانه فاضلاب شاهین شهر با ظرفیت 360000 نفر ، تصفیه خانه فاضلاب مباركه با ظرفیت 78000 نفر ، احداث تصفيه خانه فاضلاب نجف آباد ، تصفيه خانه و شبكه جمع آوري خوانسار ، بهره برداري از پروژه خط انتقال فاضلاب غرب – شمال و شرق ( طرح نگین) ، تصفیه خانه های فاضلاب هرند و اژیه ، تصفیه خانه های فاضلاب داران و بوئین میاندشت ، احداث تصفیه خانه فاضلاب تیران، تصفیه خانه فاضلاب چادگان ، فاز دوم توسعه تصفیه خانه فاضلاب فولاد شهر ، احداث تصفیه خانه های فاضلاب شهرهای سده و ورنامخواست، تصفیه خانه فاضلاب نطنز، احداث پکیج فاضلاب های مسکن مهر فریدونشهر و نطنز، ارتقا تصفیه خانه های فاضلاب، شمال و جنوب و بسیاری از اقدامات فنی و اصلاحی در شبکه های انتقال و توزیع فاضلاب می باشد و همچنین با استفاده از 13 آزمایشگاه مجهز فاضلاب بر روند تصفیه فاضلاب و تولید پساب نظارت می شود.

## عملکرد بخش های آب و فاضلاب
در بخش آب این شرکت تاکنون با واگذاری یک میلیون و 460 هزار انشعاب و نصب یک میلیون و 450000 فقره انشعاب آب جمعیتی بالغ بر 4851095 نفر را در 100 شهر و 960 روستای استان تحت پوشش خدمات آبرسانی قرار داده است. همچنین در حال حاضر 4 تصفیه خانه آب در مدار بهره برداری قرار دارند و 33 آزمایشگاه آب بر کنترل کیفیت آب آشامیدنی نظارت می کنند.در بخش فاضلاب نیز شرکت آب و فاضلاب استان اصفهان تاکنون با واگذاری 746441 انشعاب و نصب 731375 فقره انشعاب فاضلاب ، جمعیتی بیش از 3 میلیون و 270 هزار نفر را در 41 شهر و 5 روستای استان تحت پوشش خدمات جمع آوری ، تصفیه و دفع فاضلاب قرار داده است.